# Zamek w Derczewie
Zamek w Derczewie – nieistniejący rycerski zamek wzmiankowany w XIV wieku. Położony w pobliżu wsi Derczewo koło Myśliborza w województwie zachodniopomorskim.
Zamek był wzmiankowany w 1326 roku, gdy Henning i Dietrich von Brederlow złożyli hołd lenny nowemu margrabiemu brandenburskiemu Ludwikowi, zobowiązując się nie otwierać zamku nikomu bez zgody jego i jego następców. W XV-XVIII wieku własność rodu von Burgsdorff.
Pozostałości zamku położone są w południowo-wschodniej części wsi Derczewo i jego śladem jest jedynie niewielkie wzgórze na planie czworoboku. Być może dawniej zamek był otoczony ze wszystkich stron wodami pobliskiego jeziora. Badania w miejscu zamku nie były prowadzone.